# José Tito Hernández
José Tito Hernández (El Carmen de Viboral, Antioquia, 5 de mayo de 1995) es un ciclista profesional colombiano de ruta. Desde el 2023 corre con el equipo colombiano EPM.

## Trayectoria
Inició en el ciclismo a la edad de 8 años en su municipio natal corriendo para diferentes clubes locales, para el año 2010 se proclama campeón de la Vuelta al Futuro, la carrera prejuvenil más importante de su país, más adelante en el año 2012 siguió la estela de triunfos al subirse en lo más alto del podio en la Vuelta del Porvenir y ganando el Campeonato de Colombia en Ruta junior.
Hernández estuvo en el ciclismo europeo dos años pero no logró cuajar buenos resultados con el GM Cycling Team italiano y por eso regresó en 2016 a Colombia en donde corrió con el equipo GW Shimano (hoy desaparecido), y de allí pasó al Team Medellín en el año 2020 donde ganó internacionalmente el Gran Premio de la Patagonia en Chile, y finalmente su triunfo más importante como ciclista profesional ha sido ser el campeón del Clásico RCN.

## Palmarés
2012
- Campeonato de Colombia en Ruta Junior[4]

- Vuelta del Porvenir de Colombia, más 2 etapas

2017
- Clásica de El Carmen de Viboral, más 1 etapa

2018
- Clásica Nacional Marco Fidel Suárez
- 1 etapa del Clásico RCN

2019
- Clásica de Fusagasugá

2020
- Gran Premio de la Patagonia
- 1 etapa de la Vuelta a Colombia
- Clásico RCN

2021
- Vuelta a Colombia

## Equipos
- GW Shimano-Envía-Gatorade-Hutchinson (2013)
- Aguardiente Antioqueño-Lotería de Medellín-IDEA (2014)
- GM Cycling Team (2015)
- GW Shimano (2016)[n 1]
- Orgullo Paisa (2018-2019)
- Medellín (2020-2021)
- Team Banco Guayaquil Ecuador (2022-2023)
- EPM (2023-)